# 旭川中央交通
旭川中央交通株式会社（あさひかわちゅうおうこうつう）は、北海道旭川市に本社を置く日本のタクシー、バス会社。

## 概要

### 沿革
- 1965年（昭和40年）4月 - 旭川中央ハイヤー株式会社創業。
- 1988年（昭和63年）
  - 2月 - ジャンボハイヤー運行開始。
  - 11月 - 福祉車両導入。
- 1989年（平成元年）4月 - 大型車両（トヨタ・センチュリー）運行開始。
- 1991年（平成3年） - 貸切観光バス事業を開始。
- 2013年（平成25年） - 旭川電気軌道の一部路線廃止に伴う代替交通として乗合タクシー事業を開始[1]。
- 2017年（平成29年） - 佐川急便と連携し、前述の乗合タクシーを使用した貨客混載事業を開始[2]。
- 2018年（平成30年） - 社名を旭川中央交通株式会社へ変更。

## 事業所
本社
- 北海道旭川市緑町14丁目

本社営業所
- 北海道旭川市緑町15丁目

千代田営業所
- 北海道旭川市東光1条5丁目

アクトバス営業所
- 北海道旭川市緑町14丁目

指定居宅介護事業所
- 北海道旭川市東光15条3丁目6番10号

## 事業内容

### タクシー事業
観光客向けの大型車両を導入したり、旭川市消防本部より第1号の民間患者搬送車両認定を受けて患者移送業務を行う等、多岐に渡る輸送業務を手掛けている。
- 小型車
  - トヨタ・コンフォート 39台
  - トヨタ・ジャパンタクシー
  - 日産・バネット 4台
- ジャンボタクシー
  - トヨタ・ハイエース（9人乗り） 2台
- 福祉車両
  - トヨタ・ハイエースロング 1台
  - トヨタ・ハイエーススーパーロング 2台
  - 日産・キャラバン 1台
  - トヨタ・グランビアメディック 民間救急車両 1台
  - トヨタ・ハイエースロング 民間救急車両 2台

### 乗合タクシー事業
2013年10月より、東旭川区域で運行していた旭川電気軌道の路線バス（43 米飯線）廃止に伴う代替交通として乗合タクシー事業を開始した。東旭川駅周辺と米飯（ぺーぱん）地区を結ぶのり。タク米飯線を運行しており、2017年11月1日に、佐川急便と連携し貨客混載による貨物の個別配送業務を全国に先駆けて始めた。

### 貸切バス事業
1991年に事業参入。2013年9月19日に日本バス協会が定める貸切バス安全性評価認定制度（セーフティバス）において1ツ星を取得した。
事業区域は、通常は旭川運輸支局管内、札幌運輸支局管内のうち滝川市、赤平市、芦別市、砂川市、歌志内市、美唄市、樺戸郡、空知総合振興局管内の空知郡での発着が認められているが、貸切バス事業者安全性評価認定制度による優良事業者に限定した営業区域の弾力的な運用による特例で、2025年（令和7年）4月1日現在北海道全域となっている。
- 大型バス
  - 三菱ふそう・エアロクイーン
  - 三菱ふそう・エアロクイーンII
  - 三菱ふそう・エアロ
- 小型バス
  - 三菱ふそう・エアロミディ

### 介護事業
夜間対応型訪問介護を行ったり、サービス付き高齢者向け住宅を運営している。